# Jann Guldhammer
Jann Guldhammer, født den 6. april 1959 i Nørresundby.
Blev i 1988 uddannelsesleder for Danmarks Lokalradio Skole i Aalestrup. Et projekt under EU Socialfond for langtidsledige, hvor kursisterne lærte at lave lokalradio. Projektet var tidsbegrænset og varede 2½ år. Var efterfølgende ansat som radiochef på Kanal1 i Frederikshavn. En lokalradio, som var ejet af Frederikshavns Avis. I 1991 blev han ansat som radiochef på Stjernekanalen i Holstebro. En lokalradio som havde lokalredaktioner i Vinderup, Trehøje og Aulum kommuner.
I 1993 blev Jann Guldhammer ansat som journalist ved Danmarks Radio Kanal94 i Vejle. Som vært gennem 4 år på det landsdækkende program Dansktoppen blev Jann Guldhammer med et slag kendt i hele Danmark. DR-TV gjorde også brug af Jann Guldhammer, da han sammen med Jørn Hjorting var vært på TV Showet Dansktoppen 25 år i efteråret 1993.
I 1997 blev Jann Guldhammer ansat som underholdningschef på TV-49 i Odense. Her var han tillige studievært, gennem 1 år, på de landsdækkende underholdningsprogrammer Dansk på Toppen. Efterfølgende blev han i 1998 ansat ved Ringkjøbing Amt. revalideringscenter, hvor han var leder af multimedieværkstedet. Fra 2000 til 2006, var han underviser på uddannelsen til Multimediedesigner ved Ikast Handelsskole.
I 2004 startede han sit eget firma Defeat Communication.
Jann Guldhammer er oprindeligt uddannet klejnsmed.

## Livet som musiker
Han har siden 1976 været aktiv musiker, som guitarist og sanger. Han har spillet i følgende orkestre
- 1976: Wild Mountain
- 1978: Run on
- 1981: Mountain
- 1982: Steen Kjærsgaard og natuglerne
- 1984: Yellow
- 1988: Devito

### CD Udgivelser
- 1997: Soloalbum Debut
- 2000: Nattens Melodi – Devito